# Truncopes sinaraja
Truncopes sinaraja är en kvalsterart som beskrevs av Sandór Mahunka 200. Truncopes sinaraja ingår i släktet Truncopes och familjen Oripodidae. Inga underarter finns listade i Catalogue of Life.